# Chondracanthodes bulbosus
Chondracanthodes bulbosus – gatunek widłonoga z rodziny Chondracanthidae. Nazwa naukowa tego gatunku skorupiaków została opublikowana w 1965 roku przez kanadyjskiego parazytologa polskiego pochodzenia Zbigniewa Kabatę.